# Покса (Естонія)
Покса (ест. Poksa), також Покшіно, Поска — село в Естонії, входить до складу волості Меремяе, повіту Вирумаа.